# Bodens kommun
Bodens kommun är en kommun i Norrbottens län i landskapet Norrbotten i Sverige.
Genom kommunen rinner både Råneälven och Luleälven. Området har ett rikt djurliv, i synnerhet med avseende på antalet noterade fågelarter. Bodens kommun är en av de mest tjänstepräglade kommunerna i Sverige med kommunen, regionen och Försvarsmakten som största arbetsgivarna. 
Befolkningsutvecklingen har varit stabil runt 28 000 invånare sedan början på 2000-talet. Sedan 1970-talet har Socialdemokraterna varit det största partiet och har sedan 2010 ingått i olika koalitioner för att leda kommunen.

## Administrativ historik
Kommunens område motsvarar socknarna: Överluleå, Edefors och en del av Råneå socken (den del som Gunnarsbyns församling utgjorde från 1962). I dessa socknar bildades vid kommunreformen 1862 landskommuner med motsvarande namn, dock Edefors landskommun bildades först från 1892 som en utbrytning ur Överluleå landskommun.
28 februari 1896 inrättades Bodens municipalsamhälle i Överluleå landskommun.  1919 bildades Bodens stad som en utbrytning av samhället ur kommunen och municipalsamhället upplöstes.
Kommunreformen 1952 påverkade inte indelningarna i området, då varken Västerbottens eller Norrbottens län berördes av reformen. År 1967 införlivades  resterande delar av Överluleå landskommun i staden och området som motsvarade Gunnarsbyns församling ur Råneå landskommun. Bodens kommun bildades vid kommunreformen 1971 av Bodens stad och Edefors landskommun.
Kommunen ingick från bildandet till 28 januari 2002 i Bodens domsaga och ingår sen dess i Luleå domkrets.

## Geografi
Kommunen ligger i den sydöstra delen av Norrbottens län och gränsar i norr till Gällivare kommun, i nordost till Överkalix kommun, i sydost till Luleå kommun, i söder till Älvsbyns kommun samt i väst till Jokkmokks kommun och delas i två delar av Lule älv. Centralort är Boden med 16 969 invånare som är kommunens största tätort där 60,2 procent av kommunens invånare bodde 2017. Totalt bodde samma år 84,1 procent av kommunens befolkning i någon av dess sju tätorter.

### Topografi och hydrografi
Området som utgör kommunen har utpräglad bergkullterräng och är rik på sjöar och vidsträckta myrmarker som genomskärs av  Luleälvens dalgång. Karelska bergarter utgör berggrunden, Lina- och Edeforsgraniter i norr och Haparandagraniter i söder. Restberg av äldre peneplan varierar i höjd från 200 meter över havet i söder upp till 400 meter över havet i norr och nordväst. På de så kallade kalottbergen framträder gränsen för högsta kustlinjen genom att de har skogbevuxna toppar ovanför och kalspolade bergsluttningar nedanför linjen. Nedanför kan även  klapperstensfält och strandvallar påträffas. Från Bodentrakten och österut mot Råneälven finns breda stråk av ändmoräner av kvartärgeologiskt intresse. 
En stor andel av kommunens yta utgörs av långsamväxande skog vilket kan härledas till näringsfattig morän i kombination med lång och kall vinter, nordligaste punkten i kommunen ligger endast 15 km från polcirkeln. Stora ytor, även på bergsluttningar, utgörs numera av kalhyggen.
Längs Luleälvens dalgång har terrasser bildats på olika nivåer under landlandhöjningsförloppet. Dessa jordar utgörs av främst av finmo och mjäla. Tidigt blev bebyggelsen starkt knuten till älvstränderna, då fisket utgjorde ett betydelsefullt komplement till jordbruket.
Nedan presenteras andelen av den totala ytan 2020 i kommunen jämfört med riket.
|  | Bebyggelse (1,6 %) |

|  | Skog (89,1 %) |

|  | Öppen myrmark (7,0 %) |

|  | Jordbruksmark (1,4 %) |

|  | Övrig mark (0,9 %) |

|  | Bebyggelse (3,1 %) |

|  | Skog (68,0 %) |

|  | Öppen myrmark (7,2 %) |

|  | Jordbruksmark (7,4 %) |

|  | Övrig mark (14,3 %) |

Från nordväst löper Luleälven genom kommunen och ut genom centralorten i sydöst innan den flyter vidare till grannkommunen. Andra vattendrag är Vitån i norr, följt av Norr-lillån som flyter ihop med Råneälven söder om Vitån. Söder om Luleälven rinner Bodträskån som mynnar ut I Luleälven i höjd med Bodträskfors.
Bland större sjöar återfinns Bredträsket och Lakaträsket i nordväst, Grundträsket i norr och Alträsket i söder.

### Djurliv
Bland det rika djurlivet i kommunen finns exempelvis 200 noterade fågelarter, däribland rovfåglar som flertalet ugglearter, bland annat lappugglan. Berguv och Pilgrimsfalk hör till arter som försvunnit. På myrar samt Luleälvens låglänta stränder finns sjö- och vadarfåglar.

### Naturskydd
Det finns 45 naturreservat i Luleå kommun. Urskog hittas i Abborrtjärnbergshuvudets naturreservat och större skogsberg hittas i reservatet Björnbergen. Skogsbränder i början på 1900-talet har format tallskogen i Björnbergsbranten och även Brännbergen är märkt av skogsbränder. I Görjeåns naturreservat flyter Görjeån, en plats där flodpärlmusslor likväl som utter och bäver trivs.

### Administrativ indelning
Fram till 2016 var kommunen för befolkningsrapportering indelad i fyra församlingar – Edefors församling, Gunnarsbyns församling, Sävasts församling och Överluleå församling.

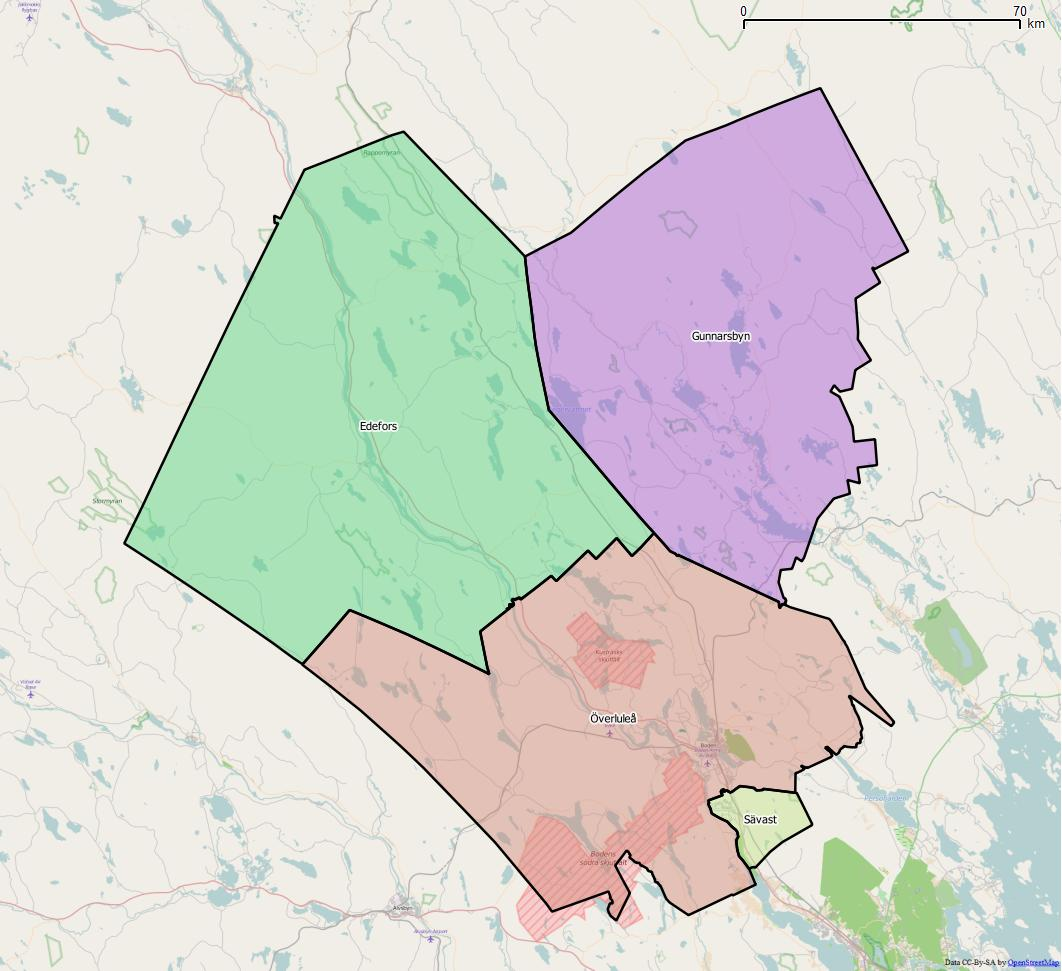
Distrikt inom Bodens kommun

Från 2016 indelas kommunen istället i fyra  distrikt – Edefors, Gunnarsbyn, Sävast och Överluleå.

### Tätorter
Vid tätortsavgränsningen av Statistiska centralbyrån den 31 december 2017 fanns det sju tätorter i Bodens kommun. Totalt bodde 23 689 personer i kommunens tätorter, en tätortsgrad av 84,1 procent. Totalt utgjorde tätorternas landareal 2 464 hektar av kommunens landyta av 400 789 hektar, eller 0,6 procent.
| Nr | Tätort                | Folkmängd (2017) | Landareal hektar (2015) | Invånare per km² (2017) |
| -- | --------------------- | ---------------- | ----------------------- | ----------------------- |
| 1  | Boden                 | 16 969           | 1 402                   | 1 211                   |
| 2  | Sävast                | 3 183            | 376                     | 847                     |
| 3  | Trångforsen och Heden | 1 864            | 279                     | 668                     |
| 4  | Harads                | 518              | 118                     | 441                     |
| 5  | Vittjärv              | 507              | 130                     | 389                     |
| 6  | Unbyn                 | 454              | 94                      | 486                     |
| 7  | Södra Bredåker        | 194              | 65                      | 297                     |

Centralorten är i fet stil.

## Styre och politik

### Styre
Socialdemokraterna hade egen majoritet i kommunfullmäktige i samtliga kommunval från 1970 till och med 1994. I valet 1998 tappade partiet sin egen majoritet.
Efter valet 2014 tog en regnbågsallians bestående av Socialdemokraterna, Miljöpartiet, Norrbottens sjukvårdsparti, Folkpartiet och Kristdemokraterna över det kommunala styret, då det stod klart att ingen av de traditionella blocken hade tillräckligt med mandat för egen majoritet. Mandatperioden 2018-2022 styrs kommunen av en majoritetskoalition, kallad Framtid Boden, bestående av Socialdemokraterna, Sjukvårdspartiet, Centerpartiet och Miljöpartiet.
Efter valet 2022 fick Socialdemokraterna fick Socialdemokraterna 24 av 49 mandat i kommunfullmäktige och valde att bilda majoritet tillsammans med Sjukvårdspartiet.
| År        | Partier | Partier | Partier | Partier | Partier | Partier |
| --------- | ------- | ------- | ------- | ------- | ------- | ------- |
| 1970-2002 | S       |         |         |         |         |         |
| 2003-2006 | NS      | V       | M       | L       | MP      | C       |
| 2007-2009 | M       | V       | NS      | C       | MP      | L       |
| 2009-2010 | M       | NS      | C       | KD      | L       |         |
| 2010-2011 | S       | V       | MP      |         |         |         |
| 2011-2014 | S       | V       |         |         |         |         |
| 2015-2018 | S       | NS      | MP      | L       | KD      |         |
| 2019-2022 | S       | NS      | C       | MP      |         |         |
| 2023-     | S       | NS      |         |         |         |         |

### Kommunfullmäktige

#### Presidium
| Presidium 2022–2026    | Presidium 2022–2026 | Presidium 2022–2026 |
| ---------------------- | ------------------- | ------------------- |
| Ordförande             | S                   | Leif Nordström      |
| Förste vice ordförande | M                   | Maria von Schantz   |
| Andre vice ordförande  | S                   | Lena Nilsson        |

#### Mandatfördelning 1970–2022
Socialdemokraterna har varit det största partiet i kommunen i alla kommunval förutom valet 2006, då Moderaterna fick 46 fler röster och blev kommunens största parti. 
Det näst största partiet i kommunfullmäktige var i valen 1970 till och med 1979 Centerpartiet. I valet 1982 tog Moderaterna över rollen som kommunens näst största parti, vilken de behöll fram till valet 1998, då Norrbottens sjukvårdsparti blev kommunens näst största. Sjukvårdspartiet var även det näst största partiet i valet 2002 men halverade sitt antal mandat i valet 2006, då Socialdemokraterna blev det näst största partiet. Sedan valet 2010 har Moderaterna återigen varit det näst största partiet.

I kommunvalet 2014 fick Moderaterna 26,80 % av rösterna, den högsta röstandelen inom samtliga kommuner i Norrbottens län. Närmast efter kom Gällivare kommun, där Moderaterna fick 16,80 % av rösterna i kommunvalet. Socialdemokraternas 36,84 % av rösterna var den tredje lägsta röstandelen av kommunerna i Norrbottens län.
| 5 | 25 | 7 | 5 | 2 | 5 |

| 41 | 8 |

| 5 | 25 | 9 | 3 | 2 | 5 |

| 41 | 8 |

| 4 | 26 | 9 | 4 |  | 5 |

| 36 | 13 |

| 4 | 27 | 7 | 4 |  | 6 |

| 34 | 15 |

| 4 | 28 | 6 | 2 | 2 | 7 |

| 33 | 16 |

| 5 | 25 | 5 | 5 |  | 8 |

| 32 | 17 |

| 4 | 26 | 2 | 4 | 4 | 2 | 7 |

| 32 | 17 |

| 4 | 25 |  | 5 | 4 | 2 | 8 |

| 33 | 16 |

| 4 | 30 | 2 | 3 | 2 |  | 7 |

| 30 | 19 |

| 6 | 22 |  | 8 | 2 |  | 3 | 6 |

| 28 | 21 |

| 6 | 20 | 2 | 9 | 2 | 2 | 2 | 6 |

| 27 | 22 |

| 7 | 16 |  | 4 | 2 |  | 2 | 16 |

| 30 | 19 |

| 5 | 21 |  |  | 2 |  |  |  | 16 |

| 30 | 19 |

| 4 | 19 | 2 | 6 | 2 |  |  |  | 13 |

| 30 | 19 |

| 3 | 17 |  | 5 | 6 | 4 | 3 | 2 | 8 |

| 29 | 20 |

| 3 | 24 | 7 | 3 |  | 3 |  | 7 |

| 29 | 20 |

### Nämnder

#### Kommunstyrelse
Totalt har kommunstyrelsen 15 ledamöter, varav 7 tillhör Socialdemokraterna, Moderaterna och Sverigedemokraterna har 2 mandat vardera medan Bodenalternativet, Centerpartiet, Vänsterpartiet samt Sjukvårdspartiet alla har 1 ledamot vardera.
| Presidium 2022–2026   | Presidium 2022–2026 | Presidium 2022–2026 |
| --------------------- | ------------------- | ------------------- |
| Ordförande            | S                   | Claes Nordmark      |
| Vice ordförande       | NS                  | Sead Maglic         |
| Andra vice ordförande | S                   | Béatrice Öman       |

#### Lista över kommunstyrelsens ordförande
- Ragnar Bergmark, Socialdemokraterna, 1971–1979[19]
- Uno Wikström, Socialdemokraterna, 1980–1982[19]
- Erik Stenberg, Socialdemokraterna, 1983–1991[19]
- Vanja Berglund, Socialdemokraterna, 1992–1997[19]
- Christian Lindgren, Socialdemokraterna, 1997–2002[19]
- Olle Lindström, Moderaterna, 2003–2010[19]
- Torbjörn Lidberg, Socialdemokraterna, 2011–2014[19]
- Inge Andersson, Socialdemokraterna, 2015–2018[19]
- Claes Nordmark, Socialdemokraterna, 15 oktober 2018–[19]

Denna lista hämtas från Wikidata. Informationen kan ändras där.

#### Övriga nämnder
Avser mandatperioden 2019–2022:
| Nämnd                                  | Ordförande | Ordförande        | Vice ordförande | Vice ordförande  |
| -------------------------------------- | ---------- | ----------------- | --------------- | ---------------- |
| Socialnämnden                          | S          | Béatrice Öman     | NS              | Erika Sjöö       |
| Kultur-, fritids- och ungdomsnämnden   | S          | Lena Pantzare     | S               | Hans Grönberg    |
| Miljö- och byggnämnden                 | NS         | Sead Maglic       | S               | Glenn Blom       |
| Samhällsbyggnadsnämnden                | S          | Lena Goldkuhl     | S               | Håkan Jansson    |
| Överförmyndarnämnden                   | S          | Arne Pettersson   | NS              | Tina Kotkaniemi  |
| Arbetsmarknads- och utbildningsnämnden | S          | Johan Lund        | S               | Kathrin Isaksson |
| Valnämnden                             | S          | Anna-Karin Nylund | NS              | Erika Sjöö       |

### Valresultat 2022
| Parti                            | Valdistrikt               | Valdistrikt | Kommun  |
| Parti                            | Starkaste                 | Andel       | Andel   |
| -------------------------------- | ------------------------- | ----------- | ------- |
| S                                | Centrum norra             | 55,01 %     | 48,17 % |
| M                                | Vittjärv - Norra Bredåker | 17,37 %     | 13,93 % |
| SD                               | Heden - Södra Bredåker    | 18,88 %     | 13,08 % |
| ASB                              | Gunnarsbyn                | 14,25 %     | 5,81 %  |
| C                                | Gunnarsbyn                | 8,88 %      | 5,36 %  |
| V                                | Prästholmen               | 8,45 %      | 5,21 %  |
| KD                               | Sävastön                  | 5,20 %      | 2,43 %  |
| NS                               | Harads                    | 3,44 %      | 2,20 %  |
| MP                               | Sanden                    | 2,75 %      | 1,85 %  |
| L                                | Vittjärv - Norra Bredåker | 2,81 %      | 1,72 %  |
| Data hämtat från Valmyndigheten. |                           |             |         |

Exklusive uppsamlingsdistrikt. Partier som fått mer än en procent av rösterna i minst ett valdistrikt redovisas.

### Vänorter
Bodens kommun har fyra vänorter – Alta i Norge, Uleåborg i Finland, Apatity i Ryssland och Betlehem i Palestina. År 2022 uppgavs att samarbetet med de ryska och palestinska orterna varit vilande ett flertal år och att man, med anledning av Rysslands invasion av Ukraina, aktivt pausar samarbetet med Apatity tills vidare.

## Ekonomi och infrastruktur

### Näringsliv
Beslut om anläggning av Bodens fästning fattades av Riksdagen år 1900, vilket var ett viktigt beslut då Försvarsmakten genom Bodens garnison än i början av 2020-talet är en av kommunens större arbetsgivare. Under 2020-talet är kommunen en av de mest tjänstepräglade kommunerna i Sverige och förutom Försvarsmakten är de största arbetsgivarna kommun och region. År 2020 var Inre Kraft i Norr AB den största privata arbetsgivaren med 425 anställda.

### Infrastruktur

#### Transporter

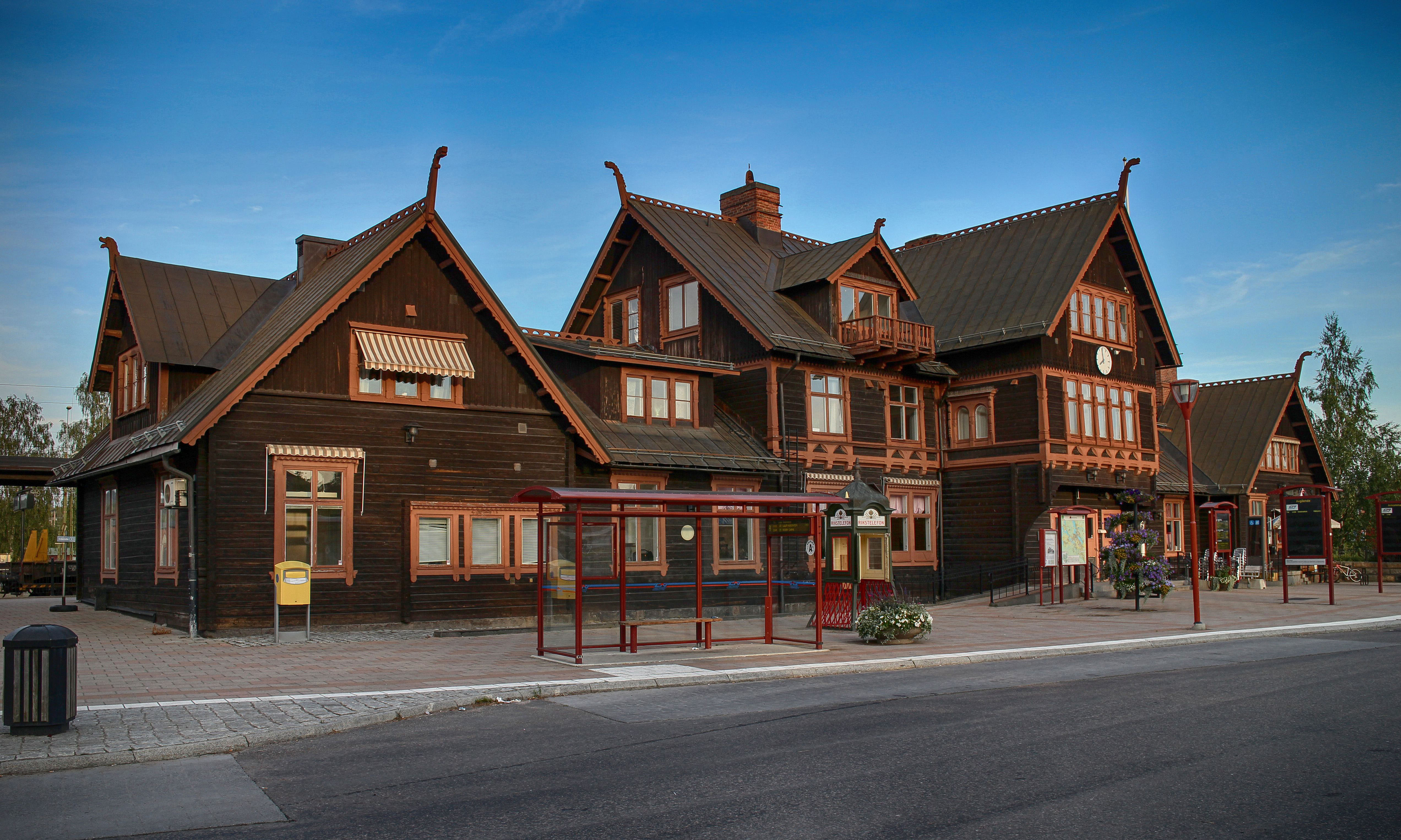
Bodens centralstation

År 1886 anslöts centralorten Boden till Malmbanan och 1894 även till Stambanan genom övre Norrland. Tvärs genom kommunen går också Riksväg 97. Den militära flygbasen Hedens flygbas, har legat i malpåse sedan 1960-talet. Sedan 1959 finns även Bodens helikopterflygplats, vilken fram till 2005 var Försvarsmaktens helikopterbas i norra Sverige.

#### Sjukvård
Fram till 1990-talet präglades arbetsmarknaden i Boden främst av arbete i garnisonen inklusive Garnisonssjukhuset i Boden som byggdes i närheten av kasernerna. År 1999 flyttade hela sjukhuset till Södra Sunderbyn i Luleå kommun.

## Befolkning

### Demografi

#### Befolkningsutveckling

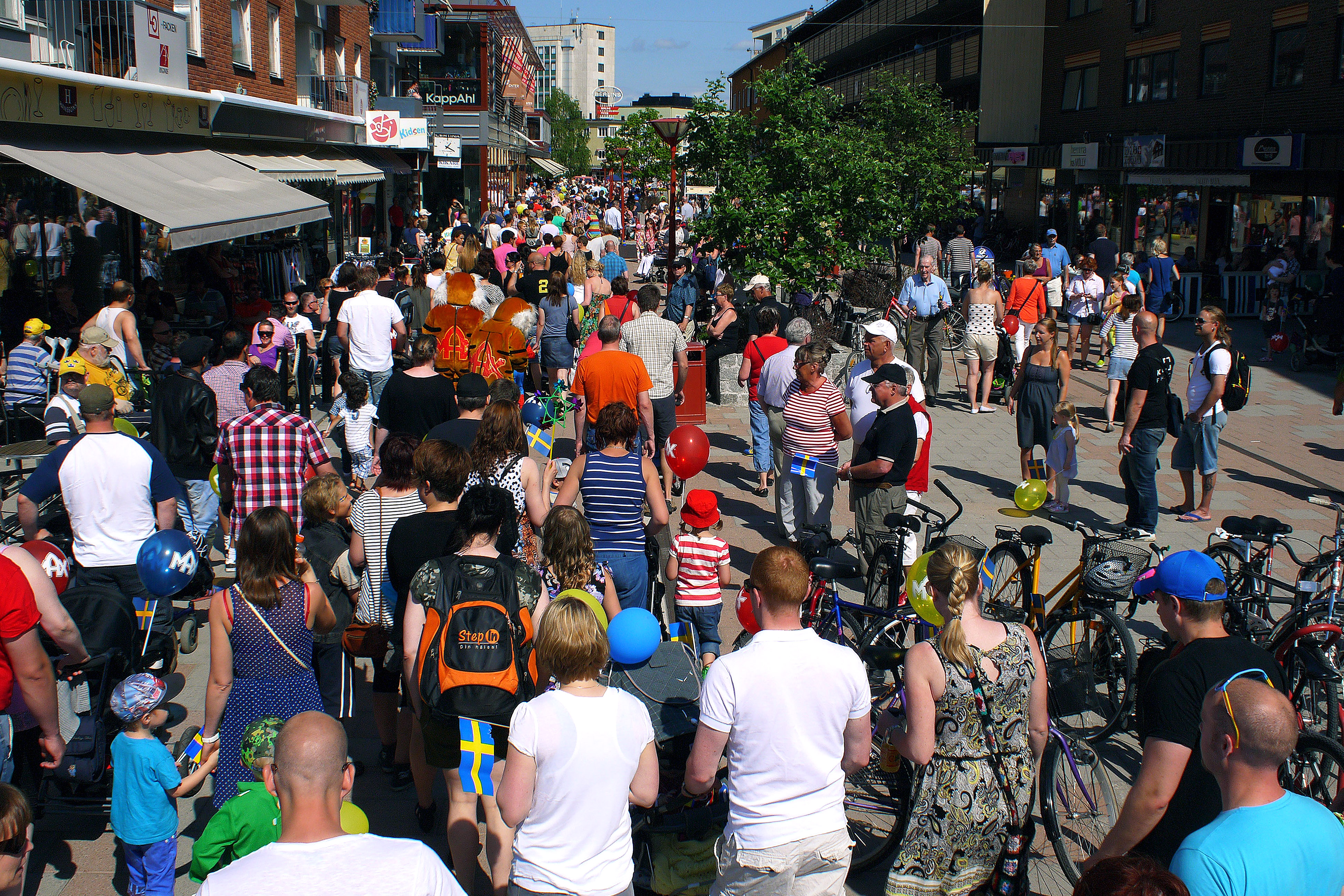
Nationaldagsfirande med barnkarneval i Bodens centrum. Bild tagen efter gågatan mot Kyrkgatan den 6 juni 2013.

Kommunen har 28 049 invånare (31 december 2024), vilket placerar den på 95:e plats avseende folkmängd bland Sveriges kommuner. 
| Befolkningsutvecklingen i Bodens kommun 1970–2020                                                               | Befolkningsutvecklingen i Bodens kommun 1970–2020 | Befolkningsutvecklingen i Bodens kommun 1970–2020 | Befolkningsutvecklingen i Bodens kommun 1970–2020 | Befolkningsutvecklingen i Bodens kommun 1970–2020 |
| --- | ------------------------------------------------- | ------------------------------------------------- | ------------------------------------------------- | ------------------------------------------------- |
| |                                                   |                                                   |                                                   |                                                   |
| År |                                                   |                                                   | Folkmängd                                         |                                                   |
| 1970 | 1970                                              |                                                   | 27 032                                            |                                                   |
| 1975 | 1975                                              |                                                   | 27 815                                            |                                                   |
| 1980 | 1980                                              |                                                   | 28 848                                            |                                                   |
| 1985 | 1985                                              |                                                   | 29 029                                            |                                                   |
| 1990 | 1990                                              |                                                   | 29 740                                            |                                                   |
| 1995 | 1995                                              |                                                   | 30 153                                            |                                                   |
| 2000 | 2000                                              |                                                   | 28 679                                            |                                                   |
| 2005 | 2005                                              |                                                   | 28 176                                            |                                                   |
| 2010 | 2010                                              |                                                   | 27 471                                            |                                                   |
| 2015 | 2015                                              |                                                   | 27 913                                            |                                                   |
| 2020 | 2020                                              |                                                   | 28 060                                            |                                                   |
| Anm: Uppgifterna avser förhållandena den 31 december enligt den kommunala indelningen den 1 januari året efter. |                                                   |                                                   |                                                   |                                                   |

#### Utländsk bakgrund
Den 31 december 2014 utgjorde antalet invånare med utländsk bakgrund (utrikes födda personer samt inrikes födda med två utrikes födda föräldrar) 2 740, eller 9,83 % av befolkningen (hela befolkningen: 27 887 den 31 december 2014).

#### Invånare efter de vanligaste födelseländerna
Följande länder är de 10 vanligaste födelseländerna för befolkningen i Bodens kommun.
| Födelseland 31 december 2021 | Födelseland 31 december 2021 | Födelseland 31 december 2021 | Födelseland 31 december 2021 | Födelseland 31 december 2021 |
| ---------------------------- | ---------------------------- | ---------------------------- | ---------------------------- | ---------------------------- |
| Nr                           | Land                         | Antal                        | Andel                        | Andel i hela riket           |
| 1                            | Sverige                      | 25 299                       | 89,84 %                      | 80,00 %                      |
| 2                            | Finland                      | 376                          | 1,34 %                       | 1,31 %                       |
| 3                            | Thailand                     | 242                          | 0,86 %                       | 0,43 %                       |
| 4                            | Somalia                      | 204                          | 0,72 %                       | 0,67 %                       |
| 5                            | Eritrea                      | 197                          | 0,70 %                       | 0,46 %                       |
| 6                            | Syrien                       | 167                          | 0,59 %                       | 1,88 %                       |
| 7                            | Afghanistan                  | 151                          | 0,54 %                       | 0,60 %                       |
| 8                            | Norge                        | 114                          | 0,40 %                       | 0,39 %                       |
| 9                            | Irak                         | 102                          | 0,36 %                       | 1,40 %                       |
| 10                           | Ryssland                     | 78                           | 0,28 %                       | 0,22 %                       |

## Kultur

### Kulturarv
Fornfyndet i Alträsk utanför Boden har tillsammans med andra i Jokkmokk, Vuollerim och Överkalix legat till grund för den nya uppfattningen om den norrländska forntiden. Boplatsvallarna i Alträsk har daterats vara cirka 7 000 år gamla. I området Heden har fynd från kommunikation (handel med mera) under yngre järnåldern på 1000-talet med södra Sverige återfunnits. I Hedens omnejd var även den första kristna kyrkan upprättad. Den är numer i ruiner.
Överluleå kyrka började byggas 1827 och därmed var centrum flyttad invid Bodträsket från Heden.
I början av 1900-talet började fort och garnison, eller den så kallade Bodens fästning, att etableras för att försvara den viktiga ställning som staden besatt. Rödbergsfortet är en del av den svenska militärhistorien och är väl bevarat all inredning och utrustning kvar. Fortet gestaltar vardagslivet i området samt hur det var tänkt att fungera i strid.

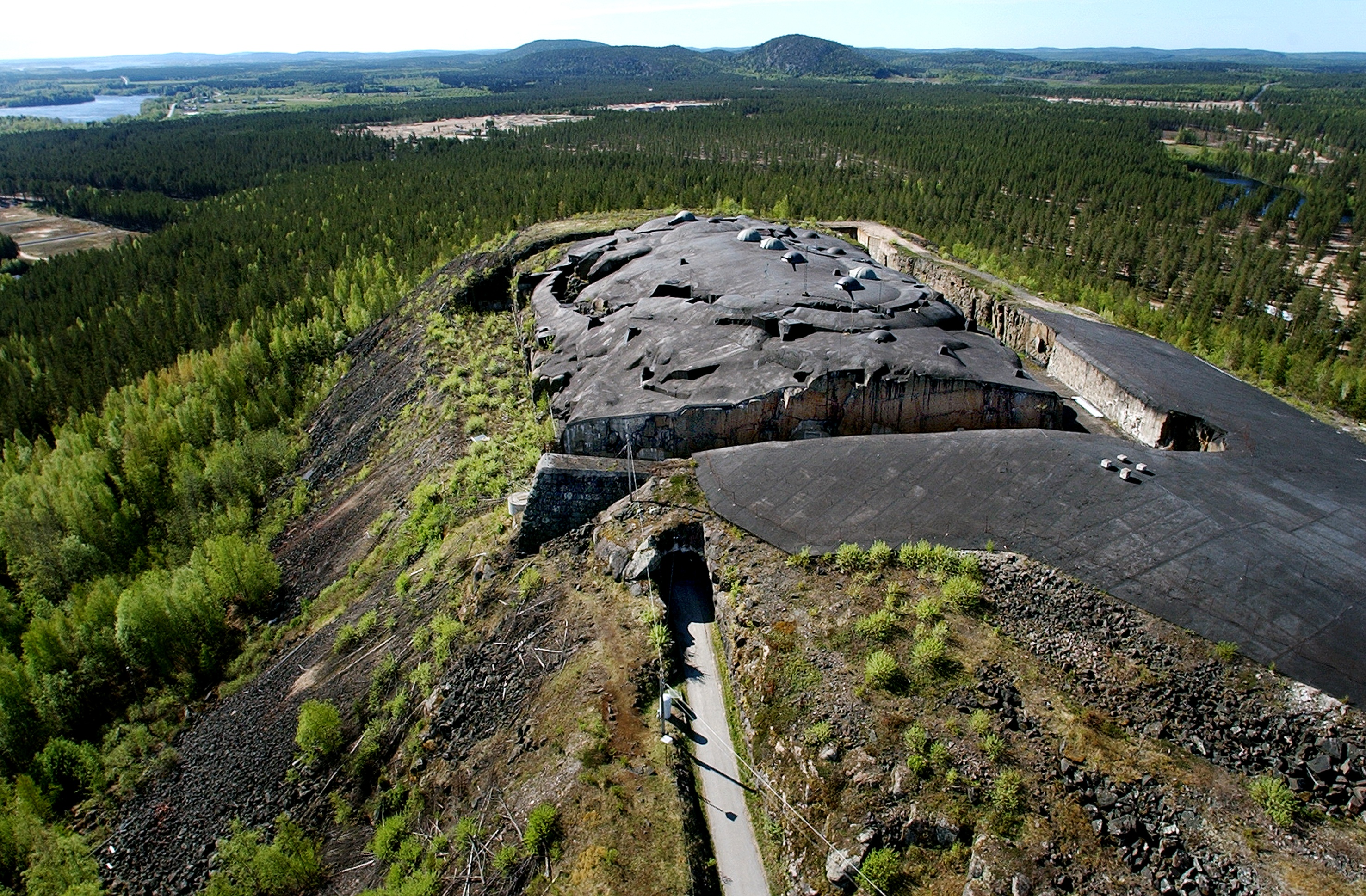
Rödbergsfortet, en del av Bodens fästning, sedd från norr.

Andra kulturarv i kommunen är Laxholmen, ett gammalt fiskeläge. Där finns välbevarade 1700-talsbyggnader såsom rökbod, fiskarstuga och fårhus men också en labyrint. Ett annat kulturarv är Eyvind Johnson-gården där Nobelpristagaren i litteratur, Eyvind Johnson, föddes och växte upp. Byggnaden i Björkelund finns kvar och är öppen för besökare.

### Kommunvapen
Blasonering: En sköld av silver med en röd krenelerad mur med porttorn.
Vapnet, vars motiv hade föreslagits av en kapten, fastställdes för garnisonsstaden Boden 1919. Efter kommunbildningen registrerades det oförändrat hos Patent- och registreringsverket 1974.
Av de övriga kommunerna på den nuvarande kommunens område hade endast Råneå landskommun ett vapen.

### Fotnoter
1. ↑  Folkmängd och befolkningsförändringar - Kvartal 4, 2024, SCB, 21 februari 2025, läs online.[källa från Wikidata]
2. 1 2 3  Land- och vattenareal per den 1 januari efter region och arealtyp. År 2012–2019, SCB, 21 februari 2019, läs online.[källa från Wikidata]
3. ↑  Kommuner, lista, Sveriges Kommuner och Regioner, läs online, läst: 19 februari 2019.[källa från Wikidata]
4. ↑  Största offentliga arbetsgivare, Näringslivets ekonomifakta, läs online, läst: 30 oktober 2020.[källa från Wikidata]
5. ↑  SCB Folkräkningen 1950 del 1 Arkiverad 29 oktober 2013 hämtat från the Wayback Machine. sida 18 i pdf:en
6. ↑  Andersson, Per (1993). Sveriges kommunindelning 1863–1993. Mjölby: Draking. Libris 7766806. ISBN 91-87784-05-X
7. ↑  Elsa Trolle Önnerfors. ”Domsagohistorik - Bodens tingsrätt (del av Riksantikvarieämbetets Tings- och rådhusinventeringen 1996-2007)”. Arkiverad från originalet den 2 december 2013. https://web.archive.org/web/20131202221649/http://www.bebyggelseregistret.raa.se/bbr2/show/bilaga/showDokument.raa;jsessionid=479FDF563CFB69B53947BC54FBCB4E8B?dokumentId=21000001424921&thumbnail=false. Läst 4 juli 2013.
8. 1 2 3 4 5 6  ”Boden - Uppslagsverk - NE.se”. www.ne.se. https://www.ne.se/uppslagsverk/encyklopedi/l%C3%A5ng/boden. Läst 4 juni 2022.
9. ↑  ”Markanvändningen i Sverige efter region och markanvändningsklass. Vart 5:e år 2010 - 2020”. Statistikdatabasen. http://www.statistikdatabasen.scb.se/pxweb/sv/ssd/START__MI__MI0803__MI0803A/MarkanvN/. Läst 12 oktober 2022.
10. ↑  ”Naturreservat”. www.lansstyrelsen.se. https://www.lansstyrelsen.se/norrbotten/besoksmal/naturreservat.html. Läst 4 juni 2022.
11. ↑  ”Görjeån”. www.lansstyrelsen.se. https://www.lansstyrelsen.se/norrbotten/besoksmal/naturreservat/gorjean.html. Läst 4 juni 2022.
12. ↑  
  - SFS 2015:493, justerad i SFS 2015:698 Förordning om distrikt. Trädde i kraft 1 januari 2016.
13. 1 2  ”Folkmängd och landareal i tätorter, per tätort. Vart femte år 1960 - 2017”. Statistikdatabasen. Statistiska centralbyrån. Arkiverad från originalet den 10 oktober 2018. https://web.archive.org/web/20181010060742/http://www.statistikdatabasen.scb.se/pxweb/sv/ssd/START__MI__MI0810__MI0810A/LandarealTatort/?rxid=ef734a85-a76a-47c4-8395-46488a1f2c49. Läst 27 maj 2018.
14. ↑  ”Land- och vattenareal per den 1 januari efter region och arealtyp. År 2012 - 2018”. Statistikdatabasen. Statistiska centralbyrån. Arkiverad från originalet den 10 oktober 2018. https://web.archive.org/web/20181010095419/http://www.statistikdatabasen.scb.se/pxweb/sv/ssd/START__MI__MI0802/Areal2012/?rxid=ef734a85-a76a-47c4-8395-46488a1f2c49. Läst 27 maj 2018.
15. ↑  Zimmer, David; Lindberg, Hjalmar (15 oktober 2014). ”Tre kommunalråd i Boden”. Sveriges Radio. https://sverigesradio.se/artikel/5991769. Läst 4 juni 2022.
16. ↑  Nyberg, Micke (4 oktober 2018). ”De nya styrande politikerna i Boden ska spara stort”. SVT Nyheter. https://www.svt.se/nyheter/lokalt/norrbotten/de-nya-politikerna-i-boden-ska-spara. Läst 4 juni 2022.
17. ↑  Valmyndigheten: Valresultat, kommunalval 2014. Läst 21 december 2015
18. ↑  ”Kommunstyrelsen”. boden.se. https://boden.se/kommunen/politik/kommunstyrelsen. Läst 28 februari 2025.
19. 1 2 3 4 5 6 7 8 9  läs online, www.boden.se , läst: 9 september 2023.[källa från Wikidata]
20. ↑  Kommunens officiella webbplats
21. ↑  ”Bodens vänorter”. Bodens kommun. 1 mars 2022. https://www.boden.se/kommunen/organisation-och-styrning/bodens-vanorter. Läst 4 juni 2022.
22. ↑  ”Din kommun i siffror”. Ekonomifakta. https://www.ekonomifakta.se/Fakta/Regional-statistik/Din-kommun-i-siffror/. Läst 4 juni 2022.
23. ↑  ”Statistiska centralbyrån - Folkmängden efter region, civilstånd, ålder och kön. År 1968 - 2015”. http://www.statistikdatabasen.scb.se/pxweb/sv/ssd/START__BE__BE0101__BE0101A/BefolkningNy/?rxid=c0ca3bb8-255c-43ba-85f1-ee5289d082c4. Läst 2 mars 2016.
24. ↑  Antal personer med utländsk eller svensk bakgrund (fin indelning) efter region, ålder i tioårsklasser och kön. År 2002 - 2014 Arkiverad 12 november 2016 hämtat från the Wayback Machine. (Läst 6 december 2015)
25. 1 2  ”Folkmängden efter region, födelseland och kön. År 2000 - 2021”. Statistikdatabasen. Statistiska centralbyrån. https://www.statistikdatabasen.scb.se/pxweb/sv/ssd/START__BE__BE0101__BE0101E/FolkmRegFlandK/. Läst 31 maj 2022.
26. ↑  ”Rödbergsfortet – En del av Bodens Fästning”. Boden. Arkiverad från originalet den 25 juni 2022. https://web.archive.org/web/20220625021819/https://www.bodeninswedishlapland.se/se-gora/rodbergsfortet/. Läst 4 juni 2022.
27. ↑  ”Laxholmen”. Boden. https://www.bodeninswedishlapland.se/se-gora/laxholmen/. Läst 4 juni 2022.
28. ↑  ”Eyvind Johnson-gården”. Boden. Arkiverad från originalet den 4 juni 2022. https://web.archive.org/web/20220604213009/https://www.bodeninswedishlapland.se/se-gora/eyvind-johnson-garden/. Läst 4 juni 2022.
29. ↑  ”Svenska Heraldiska Föreningens vapendatabas”. Arkiverad från originalet den 18 oktober 2012. https://web.archive.org/web/20121018011750/http://databas.heraldik.se/index.php. Läst 9 november 2008.